# Fylkesväg 129
Fylkesväg 129 (norska: Fylkesvei 129) är en primär fylkesväg i Mysens kommun i Østfold fylke i sydöstra Norge som går mellan Mysen och Laslett. Vägen är 4,1 kilometer lång och asfalterad. Den passerar genom de centrala delarna av tätorten Mysen.
Vägen ansluter till:
- Riksväg 22 (vid Mysen)
- Fylkesväg 128 (vid Mysen)
- Europaväg 18 (vid Laslett)
- Riksväg 22 (vid Laslett)